# Rosaleda de Madrid
Rosaleda de Madrid är en park i Spanien.   Den ligger i provinsen Provincia de Madrid och regionen Madrid, i den centrala delen av landet, i huvudstaden Madrid. Rosaleda de Madrid ligger 622 meter över havet.
Terrängen runt Rosaleda de Madrid är platt. Runt Rosaleda de Madrid är det mycket tätbefolkat, med 4 670 invånare per kvadratkilometer. Närmaste större samhälle är Madrid, 1,9 km sydost om Rosaleda de Madrid. Runt Rosaleda de Madrid är det i huvudsak tätbebyggt.